# 南田辺駅

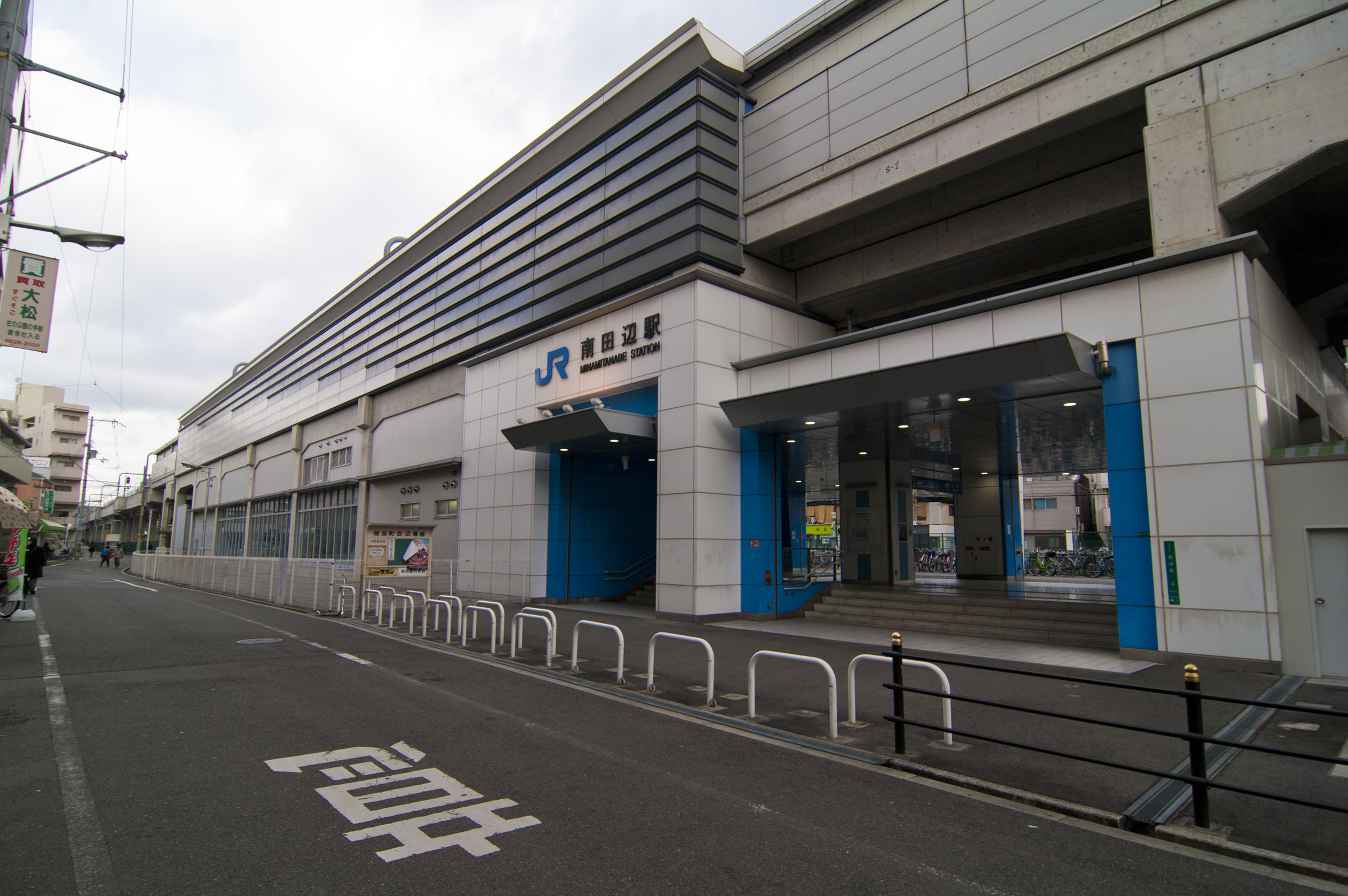
西口（2012年1月）

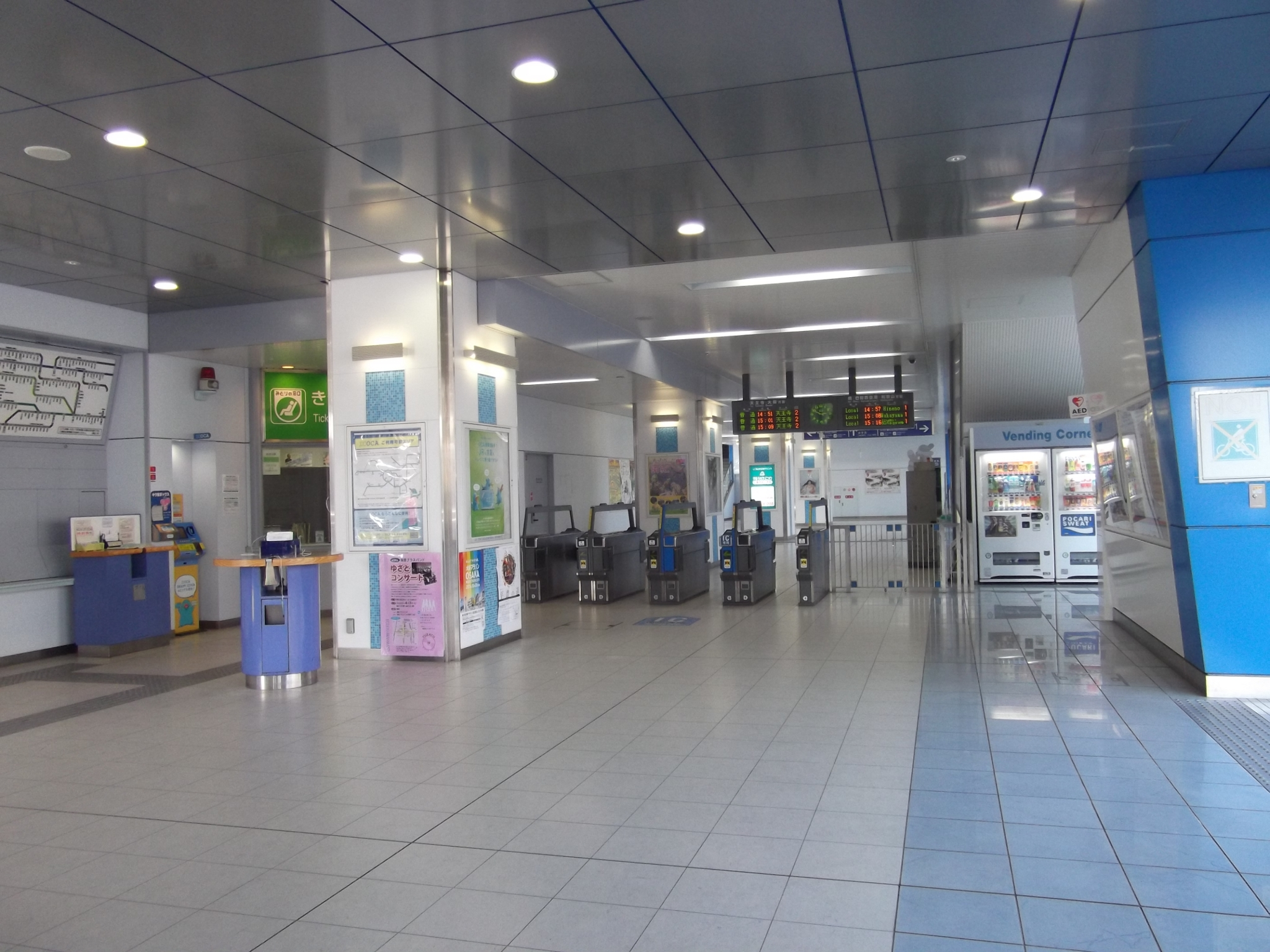
改札口（2011年2月）

南田辺駅（みなみたなべえき）は、大阪府大阪市阿倍野区長池町にある、西日本旅客鉄道（JR西日本）阪和線の駅である。駅番号はJR-R22。

## 歴史
高架化されてからは阿倍野区にあるが、地上駅時代は東住吉区山坂二丁目が所在地であった。当時の駅周辺の阪和線は東住吉区の西端にあったが、新しい高架線が区境を挟んだ西側の阿倍野区内に建設されたため、駅舎も区をまたいで移転した。

### 年表
- 1929年（昭和4年）7月18日：阪和電気鉄道が阪和天王寺駅（現在の天王寺駅） - 和泉府中駅間で開業した際に、停留場として設置[1]。
- 1940年（昭和15年）12月1日：南海鉄道への吸収合併により、同鉄道山手線の停留場となる[2]。
- 1944年（昭和19年）5月1日：戦時買収により国有化され、運輸通信省（後の日本国有鉄道）阪和線所属となる[2]。同時に駅に昇格[1]。
- 1966年（昭和41年）12月1日：荷物扱い廃止[1]。
- 1987年（昭和62年）4月1日：国鉄分割民営化により、西日本旅客鉄道（JR西日本）の駅となる[2]。
- 1993年（平成5年）7月1日：阪和線運行管理システム（初代）導入。
- 1998年（平成10年）4月23日：自動改札機を設置し、供用開始[3]。
- 2003年（平成15年）11月1日：ICカード「ICOCA」の利用が可能となる[4]。
- 2004年（平成16年）10月16日：上り線が高架ホームに移行[5][6]。
- 2006年（平成18年）5月21日：下り線が高架ホームに移行[2][7]。
- 2013年（平成25年）9月28日：阪和線運行管理システムを2代目のものに更新。
- 2015年（平成27年）
  - 3月8日：みどりの窓口の営業を終了。
  - 3月9日：みどりの券売機プラスが稼働。
- 2018年（平成30年）3月17日：駅ナンバリングが導入され、使用を開始する。

## 駅構造
相対式ホーム2面2線を持つ高架駅である。分岐器や絶対信号機がない停留所に分類される。地上時代には、天王寺方面に渡り線があった。改札口は1ヶ所のみ。
天王寺駅が管理し、JR西日本交通サービスが駅業務を受託する業務委託駅である。また、JRの特定都区市内制度における「大阪市内」に属している。ICカード「ICOCA」を利用することができる（相互利用可能ICカードはICOCAの項を参照）。

### のりば
| のりば | 路線   | 方向 | 行先                     |
| ------ | ------ | ---- | ------------------------ |
| 1      | 阪和線 | 下り | 鳳・関西空港・和歌山方面 |
| 2      | 阪和線 | 上り | 天王寺・大阪方面         |

- 高架化駅舎開業の際に、通過列車用の入線メロディが別の新しいものに変更されたが、元のメロディに戻された（長居駅、我孫子町駅も同様）。

## 利用状況
2023年（令和5年）度の一日平均乗車人員は3,638人である。
各年度の1日の平均乗車人員は以下の通りである。
| 年度               | 1日平均 乗車人員 | 出典          |
| ------------------ | ---------------- | ------------- |
| 1988年（昭和63年） | 5,461            | [ 大阪府 1 ]  |
| 1989年（平成元年） | 5,381            | [ 大阪府 1 ]  |
| 1990年（平成02年） | 5,506            | [ 大阪府 2 ]  |
| 1991年（平成03年） | 5,517            | [ 大阪府 3 ]  |
| 1992年（平成04年） | 5,502            | [ 大阪府 4 ]  |
| 1993年（平成05年） | 5,501            | [ 大阪府 5 ]  |
| 1994年（平成06年） | 5,403            | [ 大阪府 6 ]  |
| 1995年（平成07年） | 5,406            | [ 大阪府 7 ]  |
| 1996年（平成08年） | 5,409            | [ 大阪府 8 ]  |
| 1997年（平成09年） | 5,377            | [ 大阪府 9 ]  |
| 1998年（平成10年） | 5,319            | [ 大阪府 10 ] |
| 1999年（平成11年） | 5,084            | [ 大阪府 11 ] |
| 2000年（平成12年） | 4,973            | [ 大阪府 12 ] |
| 2001年（平成13年） | 4,890            | [ 大阪府 13 ] |
| 2002年（平成14年） | 4,748            | [ 大阪府 14 ] |
| 2003年（平成15年） | 4,647            | [ 大阪府 15 ] |
| 2004年（平成16年） | 4,503            | [ 大阪府 16 ] |
| 2005年（平成17年） | 4,441            | [ 大阪府 17 ] |
| 2006年（平成18年） | 4,481            | [ 大阪府 18 ] |
| 2007年（平成19年） | 4,523            | [ 大阪府 19 ] |
| 2008年（平成20年） | 4,546            | [ 大阪府 20 ] |
| 2009年（平成21年） | 4,539            | [ 大阪府 21 ] |
| 2010年（平成22年） | 4,513            | [ 大阪府 22 ] |
| 2011年（平成23年） | 4,600            | [ 大阪府 23 ] |
| 2012年（平成24年） | 4,558            | [ 大阪府 24 ] |
| 2013年（平成25年） | 4,561            | [ 大阪府 25 ] |
| 2014年（平成26年） | 4,425            | [ 大阪府 26 ] |
| 2015年（平成27年） | 4,509            | [ 大阪府 27 ] |
| 2016年（平成28年） | 4,414            | [ 大阪府 28 ] |
| 2017年（平成29年） | 4,386            | [ 大阪府 29 ] |
| 2018年（平成30年） | 4,307            | [ 大阪府 30 ] |
| 2019年（令和元年） | 4,317            | [ 大阪府 31 ] |
| 2020年（令和02年） | 3,520            | [ 大阪府 32 ] |
| 2021年（令和03年） | 3,656            | [ 大阪府 33 ] |
| 2022年（令和04年） | 3,685            | [ 大阪府 34 ] |
| 2023年（令和05年） | 3,638            | [ 大阪府 35 ] |

## 駅周辺
駅の東側は、昔ながらの商店が軒を連ねている。阪和線の高架化事業の完成後は、線路の西側に緑道が整備される予定である。駅の北西には桃ヶ池公園、南西には長池公園がある。
大阪シティバスの3号系統（地下鉄住之江公園 - 出戸バスターミナル）と54A・B号系統・54D号系統（住吉車庫前 - 地下鉄あびこ - 鷹合団地前 - 住吉車庫前循環）に当駅名と同じ「南田辺」と称する停留所があるが、駅からはかなり離れている（これらの系統では山坂三丁目停留所の方が近い）。
- 山阪神社
- 法楽寺（たなべ不動尊）
- 広宣寺
- 桃山学院中学校・高等学校
- 大阪市立昭和中学校
- 大阪市立田辺小学校
- 桃ヶ池公園市民活動センター（旧大阪市立阿倍野青年センター）
- 南田辺本通商店街
- 南田辺駅前商店街
- 日本ヘレンケラー財団
- Osaka Metro谷町線 田辺駅
- 日本郵便 阿倍野長池郵便局

## 隣の駅
西日本旅客鉄道（JR西日本）
 阪和線
■関空快速・■紀州路快速・■快速・■直通快速・■区間快速
通過
■普通
美章園駅 (JR-R21) - 南田辺駅 (JR-R22) - 鶴ケ丘駅 (JR-R23)

### 記事本文

### 利用状況
1. ↑  大阪府統計年鑑 - 大阪府
2. ↑  大阪市統計書 - 大阪市

#### 大阪府統計年鑑
1. 1 2  大阪府統計年鑑（平成2年） (PDF)
2. ↑  大阪府統計年鑑（平成3年） (PDF)
3. ↑  大阪府統計年鑑（平成4年） (PDF)
4. ↑  大阪府統計年鑑（平成5年） (PDF)
5. ↑  大阪府統計年鑑（平成6年） (PDF)
6. ↑  大阪府統計年鑑（平成7年） (PDF)
7. ↑  大阪府統計年鑑（平成8年） (PDF)
8. ↑  大阪府統計年鑑（平成9年） (PDF)
9. ↑  大阪府統計年鑑（平成10年） (PDF)
10. ↑  大阪府統計年鑑（平成11年） (PDF)
11. ↑  大阪府統計年鑑（平成12年） (PDF)
12. ↑  大阪府統計年鑑（平成13年） (PDF)
13. ↑  大阪府統計年鑑（平成14年） (PDF)
14. ↑  大阪府統計年鑑（平成15年） (PDF)
15. ↑  大阪府統計年鑑（平成16年） (PDF)
16. ↑  大阪府統計年鑑（平成17年） (PDF)
17. ↑  大阪府統計年鑑（平成18年） (PDF)
18. ↑  大阪府統計年鑑（平成19年） (PDF)
19. ↑  大阪府統計年鑑（平成20年） (PDF)
20. ↑  大阪府統計年鑑（平成21年） (PDF)
21. ↑  大阪府統計年鑑（平成22年） (PDF)
22. ↑  大阪府統計年鑑（平成23年） (PDF)
23. ↑  大阪府統計年鑑（平成24年） (PDF)
24. ↑  大阪府統計年鑑（平成25年） (PDF)
25. ↑  大阪府統計年鑑（平成26年） (PDF)
26. ↑  大阪府統計年鑑（平成27年） (PDF)
27. ↑  大阪府統計年鑑（平成28年） (PDF)
28. ↑  大阪府統計年鑑（平成29年） (PDF)
29. ↑  大阪府統計年鑑（平成30年） (PDF)
30. ↑  大阪府統計年鑑（令和元年） (PDF)
31. ↑  大阪府統計年鑑（令和2年） (PDF)
32. ↑  大阪府統計年鑑（令和3年） (PDF)
33. ↑  大阪府統計年鑑（令和4年） (PDF)
34. ↑  大阪府統計年鑑（令和5年） (PDF)
35. ↑  大阪府統計年鑑（令和6年） (PDF)